# Euplectellidae
Euplectellidae is een familie van sponsdieren uit de klasse van de Hexactinellida. 

## Onderfamilies
- Bolosominae Tabachnick, 2002
- Corbitellinae Gray, 1872
- Euplectellinae Gray, 1867